# George Gulack
George Gulack (n. 12 mai 1905, Riga, Imperiul Rus – d. 27 iulie 1987, Boca Raton, Florida, SUA) a fost un gimnast artistic ce a reprezentat Statele Unite ale Americii, medaliat olimpic. A participat la o ediție a Jocurilor Olimpice (1932) în care a câștigat o medalie de aur.

## Participări
Lista de mai jos prezintă principalele competiții la care a participat George Gulack de-a lungul carierei.
- gymnastics at the 1932 Summer Olympics – men's rings[*]